# What Kind of Fool (Heard All That Before)
"What Kind of Fool (Heard All That Before)" é uma canção gravada pela cantora australiana Kylie Minogue, escrita por ela mesma, Mike Stock e Pete Waterman. É o primeiro single da sua primeira compilação Greatest Hits, (1992). Minogue admitiu em uma entrevista ao jornal australiano The Sunday Telegraph, em outubro de 2008, que ela não gostava da canção: "Há muita coisa que me envergonho. Há uma faixa que eu realmente não gostei chamada 'What Kind of Fool'. Mas eu percebi que você pode correr, mas você não pode se esconder, então eu abracei 'I Should Be So Lucky' e o resto delas".

## Desempenho nas tabelas musicais
| Tabela musical (1992)                 | Melhor posição |
| ------------------------------------- | -------------- |
| Alemanha (Offizielle Deutsche Charts) | 81             |
| Austrália (ARIA)                      | 17             |
| Bélgica (Ultratop 50 de Flandres)     | 36             |
| Irlanda (IRMA)                        | 22             |
| Reino Unido (UK Singles Chart)        | 14             |